# Max Bleicken
Bleick Max Bleicken (* 27. Mai 1869 in Bredstedt; † 18. Juni 1959 in Cuxhaven) war ein Hamburger Politiker und Bürgermeister von Cuxhaven.

## Biografie
Bleicken studierte an der Universität Kiel vier Semester Philologie und Theologie, danach von 1892 bis 1895 Rechtswissenschaften und Volkswirtschaft an der Humboldt-Universität zu Berlin und wieder in Kiel. Er war Referendar beim Hamburger Senat und wurde nach bestandenem Examen Assessor und 1900 Regierungsrat bei der Oberschulbehörde.
1907 wurde Cuxhaven durch Beschluss des Hamburger Senats eine Stadtgemeinde und Bleicken nach der Wahl durch die Gemeindeversammlung der erste Bürgermeister. Er hatte am Anfang nur einen Angestellten, bald darauf einen Stadtsekretär, einen Schreiber und den Boten.

Bleicken war mit kurzer Unterbrechung während der Novemberrevolution bis 1931 Bürgermeister von Cuxhaven, ab 1924 war der spätere Bürgermeister Karl Olfers sein Stellvertreter. Als Bleicken 1931 ausschied, bestand die Verwaltung der Stadt aus  53 Mitarbeitern. In seiner Zeit entstanden 1914 die Ritzebüttler Schule, 1917 das Rathaus Cuxhaven und 1927 die Berufsschule (heute Volkshochschule Cuxhaven). Im höheren Alter erblindete er. Kritische Äußerungen nach 1933 führten zu einer kurzen Gestapohaft in Hannover.
Nach dem Ersten Weltkrieg saß er von 1919 bis 1921 für die Deutsche Demokratische Partei (DDP) in der Hamburgischen Bürgerschaft.

## Ehrung
Nach ihm wurde die Bleickenschule in Cuxhaven benannt. 

## Werk
- Entwurf einer Städteordnung für das hamburgische Staatsgebiet nebst Begründung. Verlag Westermann, Braunschweig und Berlin 1918.
- Die Drei-Städte-Ecke (Komödie in 3 Aufz.), Hamburg 1919.
- Hamburg preußisch?. Denkschrift zum Verfassungsentwurf für den hamburgischen Staat, Hamburg 1918.
- Über die Stadt Cuxhaven – Hygiene-Organisation des Völkerbundes, [Internationale Studienreise nebst Fortbildungsvorträgen für ausländische Medizinalbeamte], Zusammen mit Andrew Grapengeter, Deutschland 1927.
- Die ersten 100 Jahre der Sparkasse des Amtes Ritzebüttel. Verlag Rauschenplat, Cuxhaven 1931.